# Przejście graniczne Krościenko-Smolnica
Przejście graniczne Krościenko-Smolnica – polsko-ukraińskie drogowe przejście graniczne położone w województwie podkarpackim, w powiecie bieszczadzkim, w gminie Ustrzyki Dolne, w miejscowości Krościenko. Do przejścia dochodzą polska droga krajowa nr 84 i ukraińska droga T1401.

## Opis
Przejście graniczne Krościenko-Smolnica, początkowo zostało utworzone wyłącznie dla uproszczonego ruchu granicznego. Dopuszczony był ruch osobowy, na podstawie przepustek dla obywateli Polski i Ukrainy. Organy Straży Granicznej dokonywały odprawy granicznej i celnej. Następnie dzięki umowie między Rządem Rzeczypospolitej Polskiej a Rządem Ukrainy, utworzono ogólnodostępne z miejscem odprawy granicznej na terytorium Polski. Czynne jest przez całą dobę. Dopuszczony jest ruch osób, środków transportowych i towarowy pojazdami o masie całkowitej do 7,5 tony niezależnie od przynależności państwowej oraz początkowo na podstawie przepustek uproszczony ruch graniczny, a następnie zmieniono na mały ruch graniczny. Przejście graniczne obsługuje Placówka Straży Granicznej w Krościenku.
Przejście graniczne w Krościenku zostało otwarte 20 listopada 2002 r. dla ruchu samochodów osobowych, mikrobusów i samochodów ciężarowych o masie całkowitej do 3,5 tony. Czynne było w godzinach 8.00 – 18.00. 29 sierpnia 2003 r. stało się przejściem całodobowym. Wtedy też stało się pierwszym przejściem na polsko-ukraińskiej granicy, na którym wprowadzono wspólną odprawę graniczną służb polskich i ukraińskich. 11 stycznia 2006 r. zezwolono na ruch osobowy i towarowy pojazdami o dopuszczalnej masie całkowitej do 7,5 tony, bez względu na ich przynależność państwową, z wyłączeniem ładunków podlegających kontroli sanitarnej, weterynaryjnej, fitosanitarnej oraz ładunków niebezpiecznych.
W każdym kierunku na przejściu znajduje się 5 pasów odpraw granicznych – 3 dla samochodów osobowych, 1 dla pojazdów ciężarowych i 1 dla autokarów. Linia graniczna przebiega tuż za szlabanem terminala granicznego od strony ukraińskiej. Jest to jednocześnie granica zewnętrzna Unii Europejskiej.

### Przejście graniczne polsko-radzieckie
W okresie istnienia Związku Radzieckiego od 24 stycznia 1986 zaczął funkcjonować tu polsko-radziecki Punkt Uproszczonego Przekraczania Granicy Krościenko-Smolnica. Przekraczanie granicy odbywało się na podstawie przepustek. Organy Wojsk Ochrony Pogranicza wykonywały odprawę graniczną i celną.

## Zdjęcia

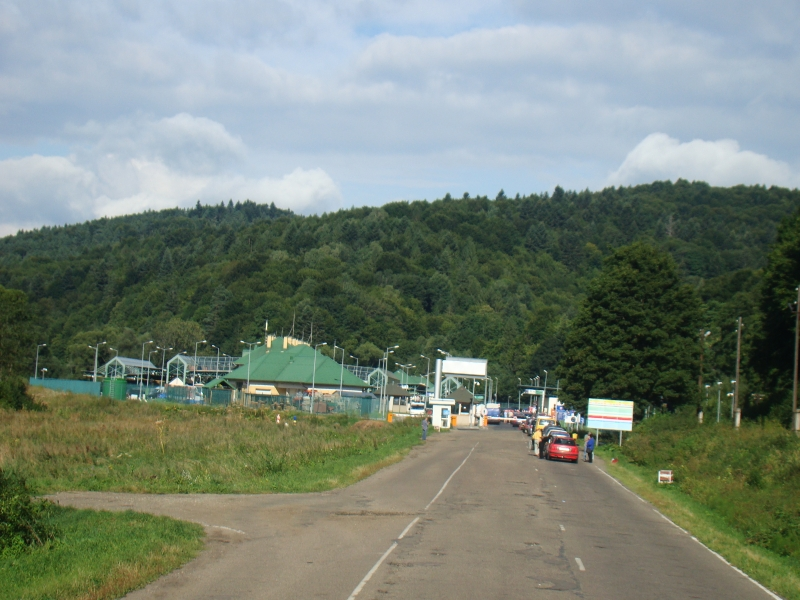
Widok od strony Ukrainy
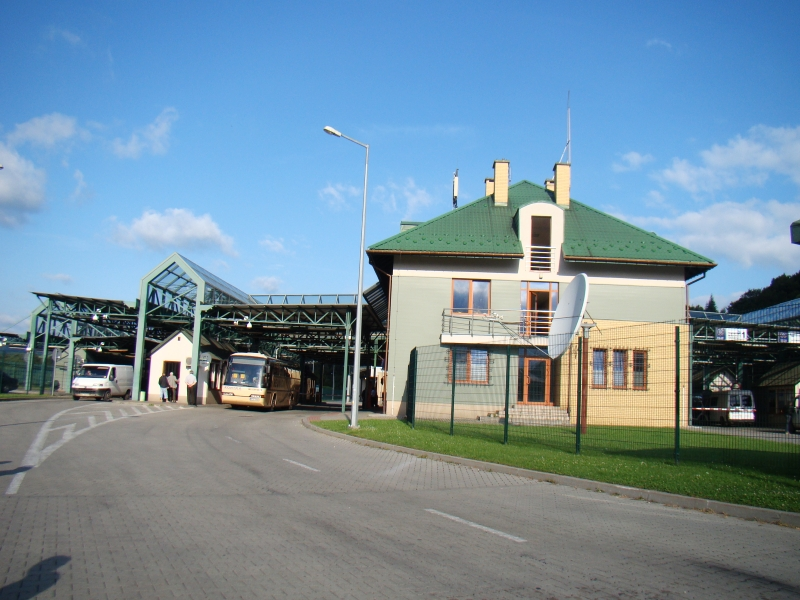
Widok od strony Ukrainy na wyjazd z Polski